# Анунцијата (Напуљ)
Анунцијата је насеље у Италији у округу Напуљ, региону Кампанија.
Према процени из 2011. у насељу је живело 102 становника. Насеље се налази на надморској висини од 203 м.